# Burg Freusburg
Die Freusburg ist eine frühmittelalterliche Höhenburg auf einer Bergkuppe hoch über dem Tal der Sieg in Freusburg, einem Stadtteil von Kirchen im Landkreis Altenkirchen (Westerwald) in Rheinland-Pfalz. Nach der Höhenburg ist die naheliegende Siedlung Freusburg benannt.

## Geschichte
Zum ersten Mal wurde die Freusburg im Jahr 913 unter dem Namen Fruodeesbraderofanc (Bifanc auf dem Fruodberg) erwähnt. Bifanc bedeutet Hofgut oder Herrensitz. Die erste urkundliche Eintragung stammt aus dem Jahre 1048.
Es wird geschätzt, dass die eigentliche Burg um 1100 gebaut wurde. Die Burg wurde im Jahre 1247, im Zusammenhang mit einer Erbteilung, zum ersten Mal namentlich erwähnt. Seit 1378 war sie ein Lehen des Kurfürstentums Trier. Um das Jahr 1580 herum ließ Graf Heinrich IV. von Sayn die Burg erneuern. Um die Zeit des Dreißigjährigen Krieges herum wurde die Burg von 1606 bis 1633 sowie von 1637 bis 1652 durch kurtrierische Soldaten besetzt. 1896 gelangte sie in den Besitz des preußischen Forstfiskus und diente lange Jahre als Forstwohnung.
Die Burganlage wird seit 1928 als Jugendherberge genutzt. Der Düsseldorfer Architekt Ernst Stahl plante ab 1926 den Um- und Ausbau des Südflügels. Stahl baute viele Burgen zu Jugendherbergen um, so etwa die Burg Stahleck, die Burg Monschau und die Burg Blankenheim. Zahlreiche Pläne zum Ausbau der Freusburg befinden sich im Archiv der Deutschen Burgenvereinigung im Schloss Philippsburg.
Mit der Zeit wurde eine Anpassung der Herberge Freusburg an den Stand der Zeit erforderlich. Am 23. Oktober 1986 wurde die Freusburg nach einer kompletten Renovierung und einem großzügigen Anbau von dem damaligen Bundespräsidenten Richard von Weizsäcker feierlich wiedereröffnet. Sie gehört heute mit etwa 60.000 Übernachtungen pro Jahr zu den meistbesuchten Jugendherbergen in Deutschland.
Von der Freusburg hat man Aussicht auf die umliegende Waldlandschaft und in das Siegtal mit der Freusburger Mühle.

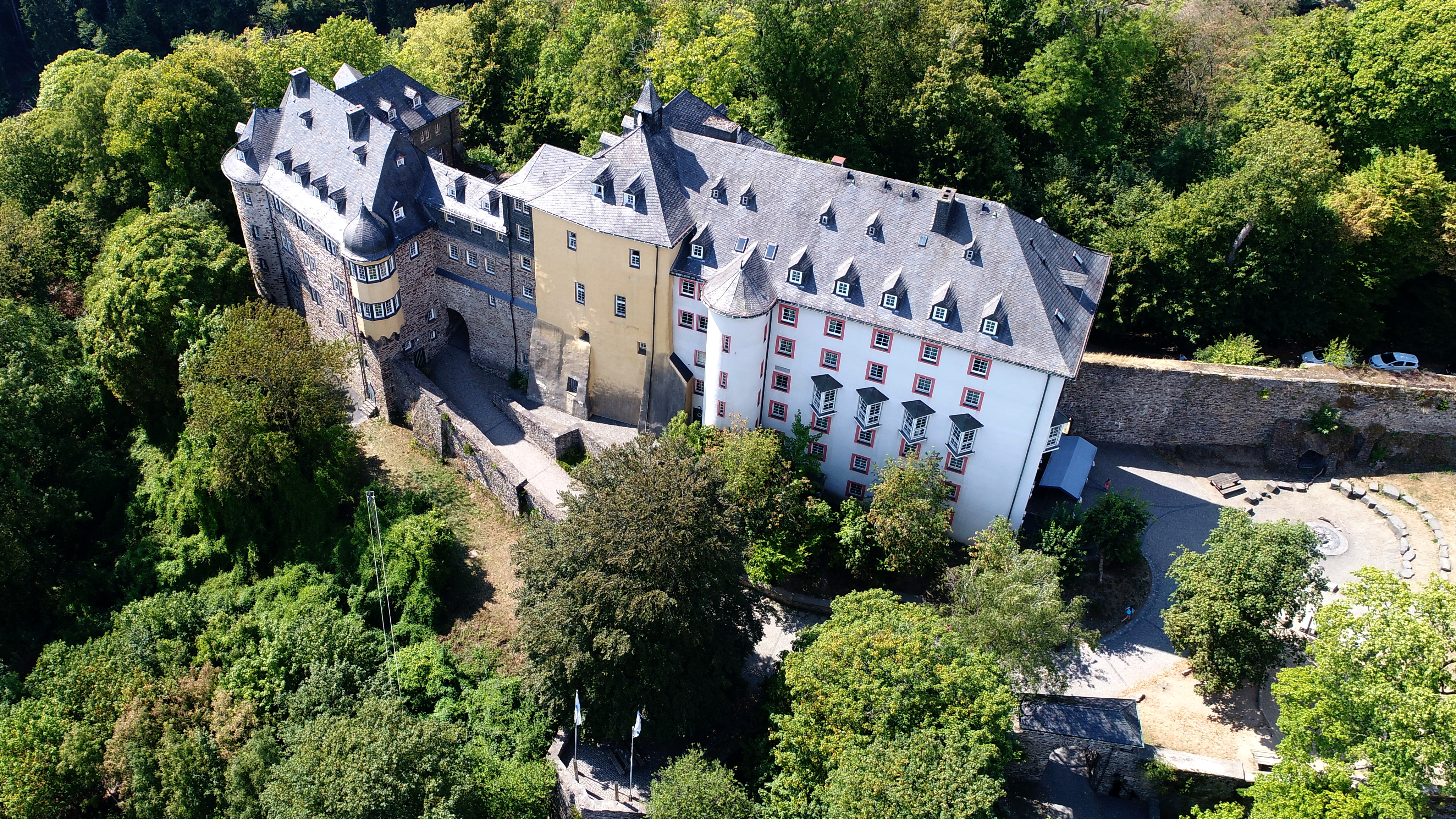
Burg Freusburg aus der Vogelperspektive (2018)
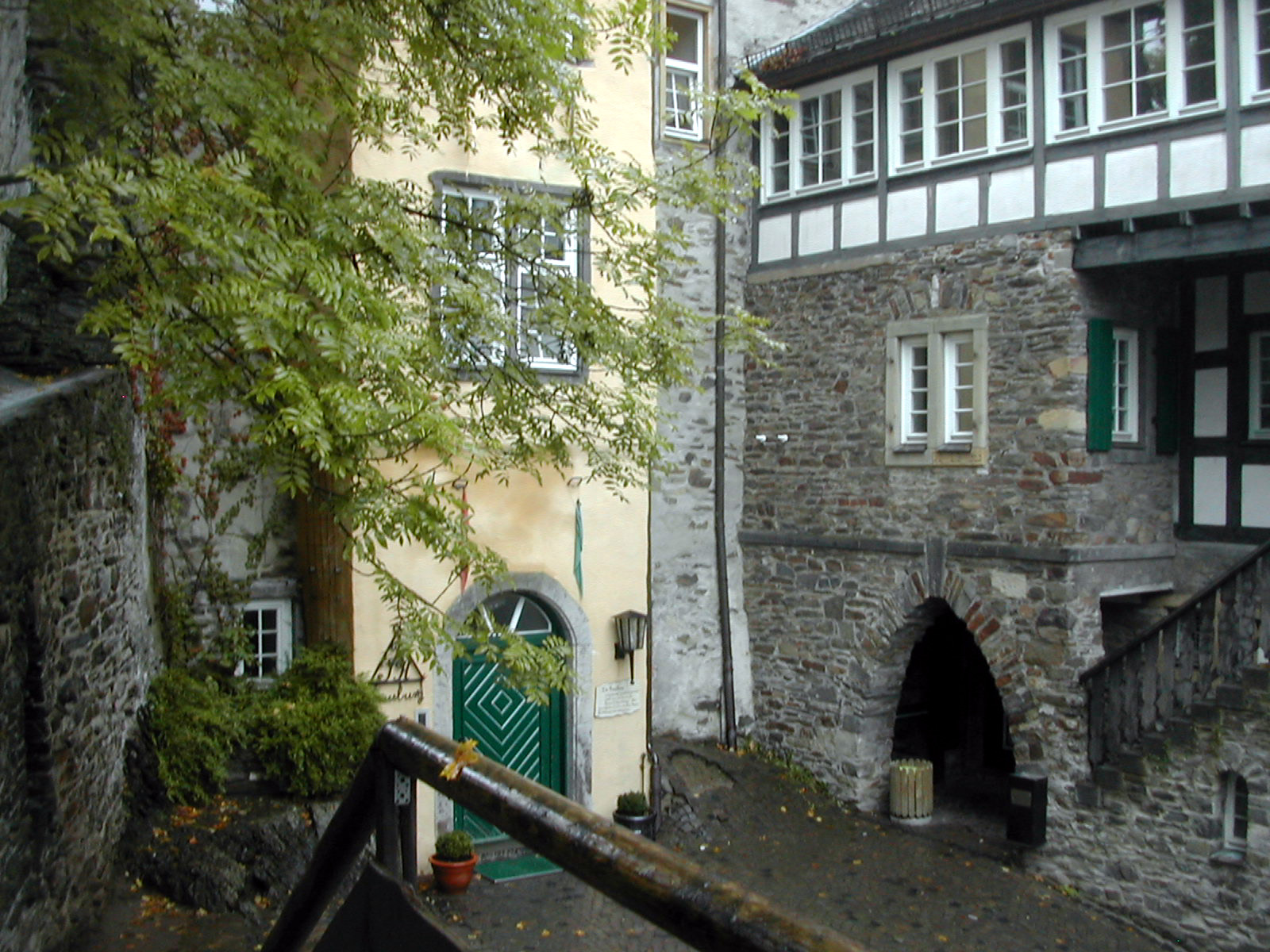
Der Innenhof der Burg
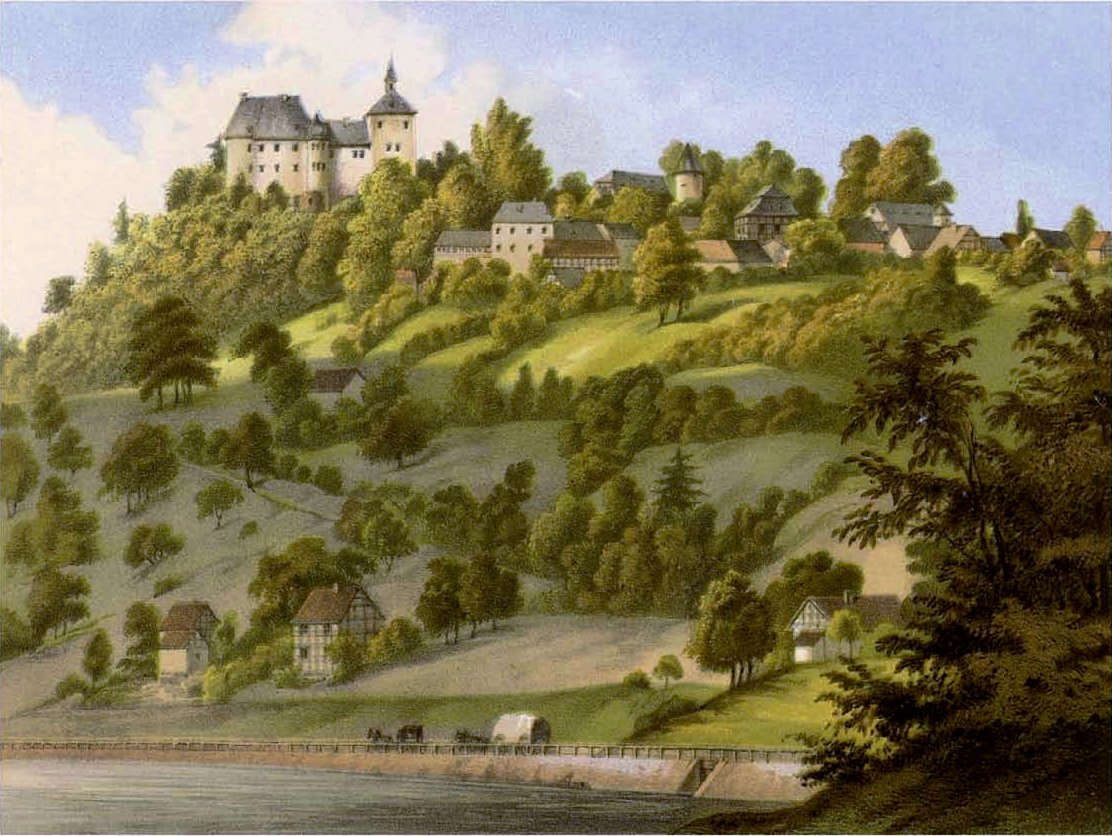
Burg Freusburg um 1860, Sammlung Alexander Duncker
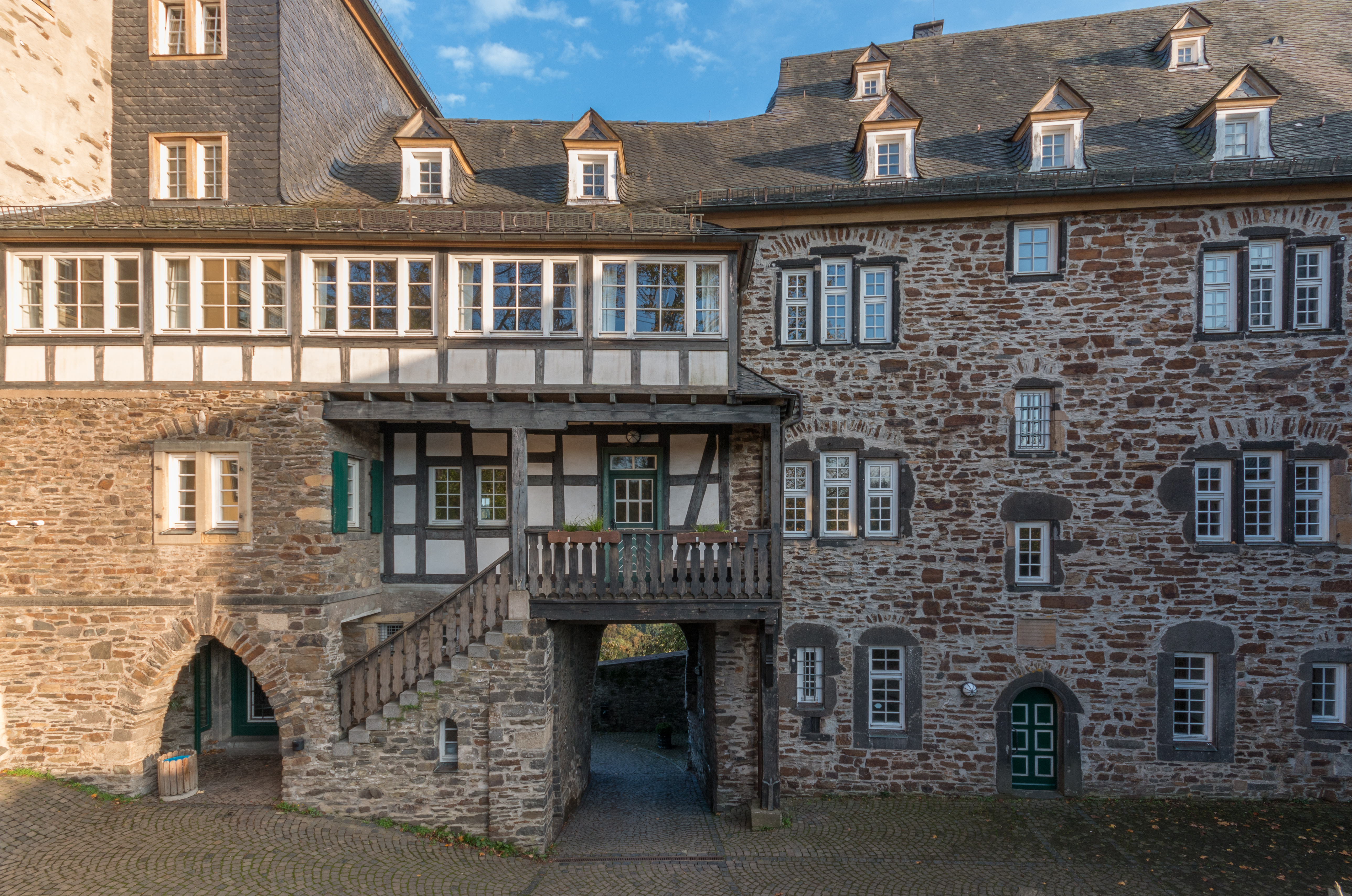
Ansicht aus dem Innenhof
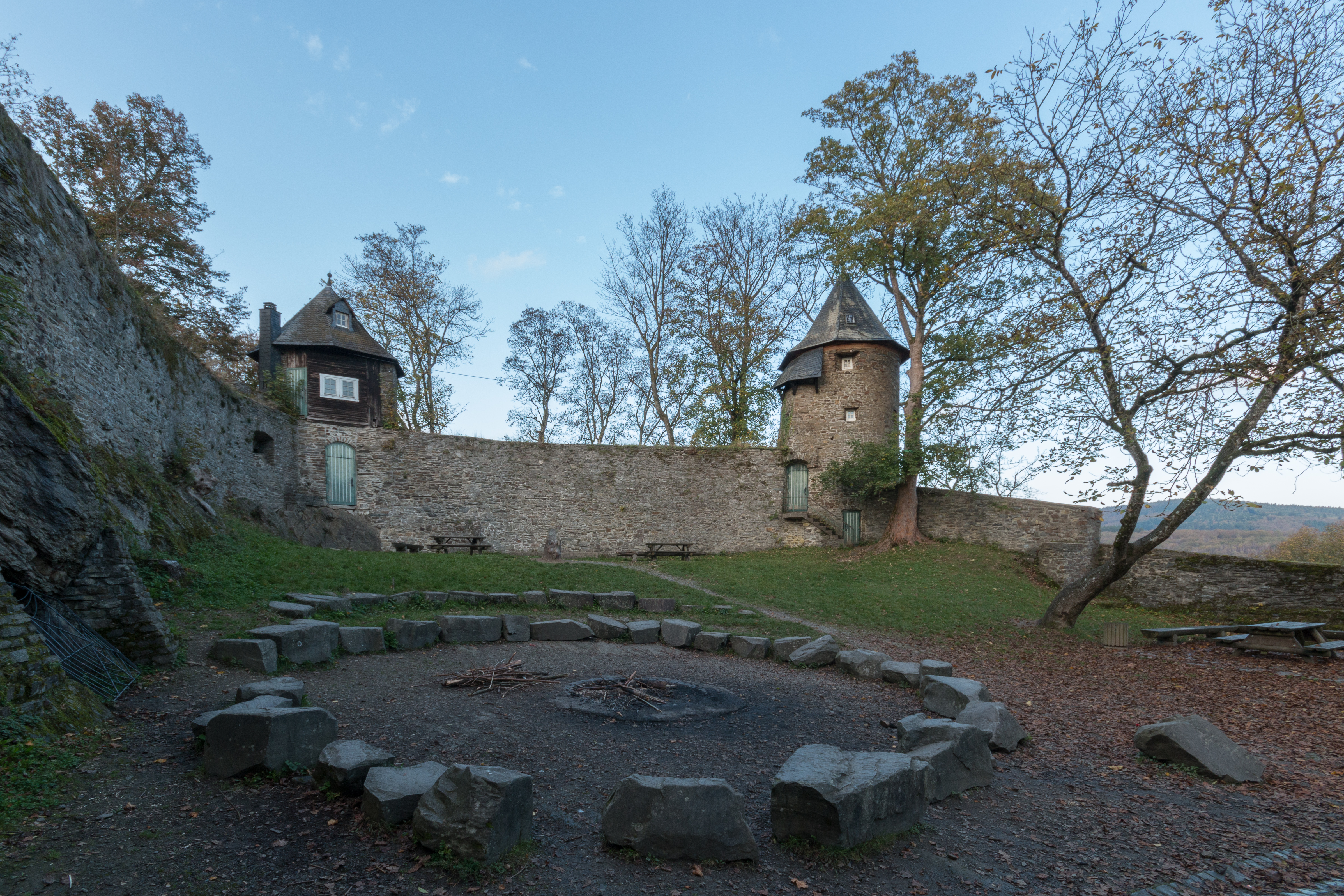
Zwinger